# Leinster
Leinster (/ˈlɛnstər/, en gaèlic irlandès: Laighin ˈl̪ˠaːjɪnʲ) és la província oriental d'Irlanda, que comprèn els comtats de Carlow, Dublín, Kildare, Kilkenny, Laois, Longford, Louth, Meath, Offaly, Westmeath, Wexford i Wicklow. La bandera tradicional de Leinster mostra una arpa daurada sobre un fons verd.

## Ciutats
- La ciutat més gran de Leinster és Dublín, i és la capital d'Irlanda. L'àrea de Dublín té una població d'1.661.185 habitants (2006).
- La ciutat de Kilkenny (i els seus voltants) tenen una població de 23.967 habitants (2006).

## Grans poblacions
- Dublín (1,045,769)
- Tallaght (71,467)
- Drogheda (35,090)
- Dundalk (35,085)
- Swords (33,998)
- Bray (31,901)
- Navan (24,851)
- Kilkenny (22,179)
- Carlow (20,724)
- Portlaoise (20,145)
- Naas (20,044)
- Newbridge (18,520)
- Mullingar (18,416)
- Wexford (18,163)
- Athlone (17,544)
- Celbridge (17,262)
- Balbriggan (15,559)
- Malahide (14,937)
- Leixlip (14,676)
- Greystones (14,569)
- Tullamore (12,927)
- Arklow (11,759)
- Maynooth (10,715)
- Wicklow (10,070)

## Origen del nom i breu història

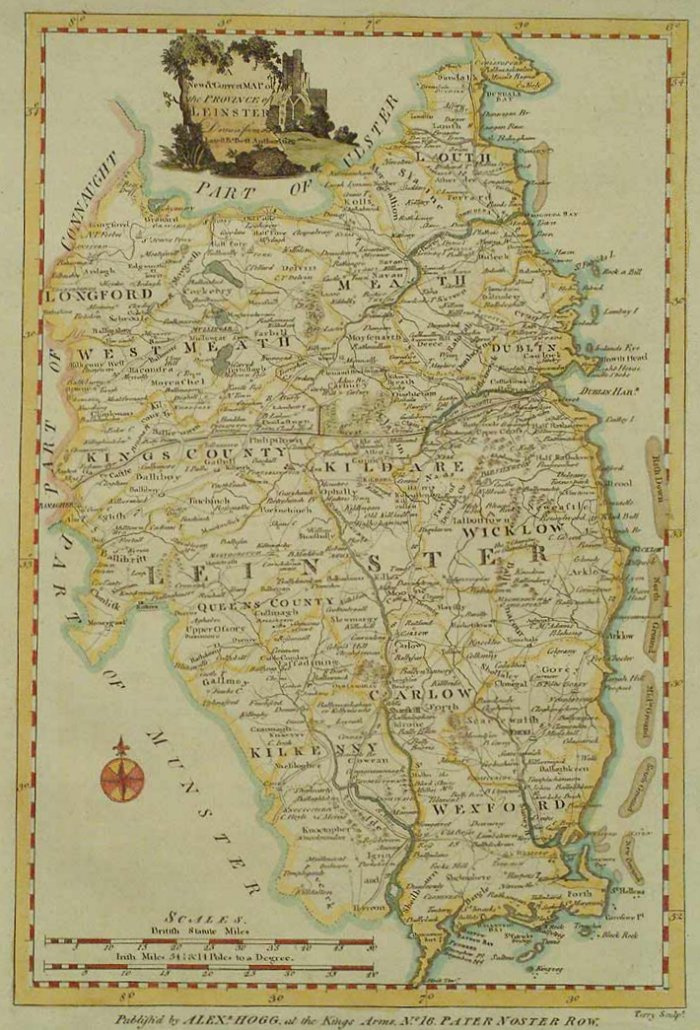
Mapa de Leinster, 1784.

En èpoques antigues Leinster va estar habitat per cinc tribus importants de Fir Bolg, de les quals la tribu dels Laigin va donar el nom a Leinster. Els Fir Bolg poden estar relacionats amb els belgae, tot i que no n'hi ha certesa. Posteriorment, les tribus de Leinster van ser unides per Úgaine Mor Hugony "el gran", que construí la fortalesa d'Ailinne Knochawlin, a prop de Kilcullen (comtat de Kildare), que va ser, possiblement, el primer rei històric de Laigin (Leinster) al segle vii aC. La part "ster" del topònim prové de la paraula nòrdica per referir-se a estat, tal com els vikings nomenaren a Dublín durant un període.
En els segles IV i V, després que Magnus Maximus abandonés la Gran Bretanya amb les seves legions, colons de Leinster s'instal·laren al País de Gal·les, concentrant-se especialment en les zones d'Anglesey, Caernarfonshire i Denbighshire, deixant la seva petjada en llocs com la península de Lleyn, el nom de la qual deriva de Laigin.
Al segle viii, dos dinasties es disputaven el govern de la província:
- El nord estava governat pels Uí Dúnlainge, centrada en el comtat de Kildare i formada pels Uí Muiredaig (posteriorment O'Toole) de Mullaghmast, els Uí Faelain (posteriorment O'Byrne) de Naas i els Uí Dúnchada (més tard FitzDesmonds) de Lyons Hill. Entre els reis més importants d'aquesta dinastia mereixen ser citats Murch mac Brain Mut (mort el 727), i Máel Mordó mac Murchada (mort el 1014), cunyat de Brian Boru i oncle de Sigtrygg Silkbeard. Un altre personatge destacat d'aquesta dinastia és la germana de Máel Mordó, Gormflaith de Leinster.

- Al sud, la dinastia principal era Uí Cheinnselaig, la capital se situava a Ferns i els seus dominis més importants en el comtat de Wexford. Va aconseguir les seves màximes cotes de poder a partir del segle xi i en aquesta dinastia van pertànyer reis com AED mac Colggen (d. 738), i, sobretot, Diarmait mac Mail na MBO i el seu descendent Dermot MacMurrough, el rei que desencadenaria la invasió normanda.

## Les fronteres de Leinster
Avui, Leinster està format per dotze comtats, abasta la vella província de Meath (Meath i Westmeath). També hi ha la parròquia del comtat (Annally) i de Lusmagh de Longford (en Offaly), tots dos abans Connacht, i Louth, abans d'Ulster. Les fronteres estaven marcades per Cromwell per a l'administració i per raons militars.

## Situació de l'irlandès
Hi ha uns 40.000 parlants d'irlandès a la província; 1.299 parlants nadius a la gaeltacht de Meath que no compten entre els 19.348 alumnes de les 66 Gaelscoils (escoles primàries en irlandès) i 15 Gaelcholáiste (escoles secundàries en irlandès) arreu de la província. Segons el cens irlandès de 2011 hi ha 20.040 parlants d'irlandès fora del sistema educatiu de la província.